# Metopina braueri
Metopina braueri är en tvåvingeart som först beskrevs av Gabriel Strobl 1880.  Metopina braueri ingår i släktet Metopina och familjen puckelflugor. Arten har ej påträffats i Sverige. Inga underarter finns listade i Catalogue of Life.